# دیر مقرن
دیر مقرن (به عربی: دیر مقرن) یک روستا در سوریه است که در استان ریف دمشق واقع شده‌است. دیر مقرن ۴٬۸۰۳ نفر جمعیت دارد.